# Abolfazl Salabi
Abolfazl Salabi (in persiano ابوالفضل صلبی‎; Teheran, 28 novembre 1924 – Teheran, 26 aprile 2020) è stato un cestista iraniano.
Salabi è morto a Teheran nel 2020 all'età di 95 anni.

## Carriera
Con l'Iran partecipò ai Giochi olimpici di Londra 1948.